# 아리마 이네코
아리마 이네코(일본어: 有馬稲子, 1932년 4월 3일 ~ )는 일본의 배우이다.

## 출연 작품
- 만국 (1954)
- 검은 강 (1957)
- 동경의 황혼 (1957)
- 달맞이꽃 (1958)
- 인간의 조건 (1959; 1편에만 출연)
- 제로의 초점 (1961)
- 부시도 (1963)